# Représentations diplomatiques en Angola

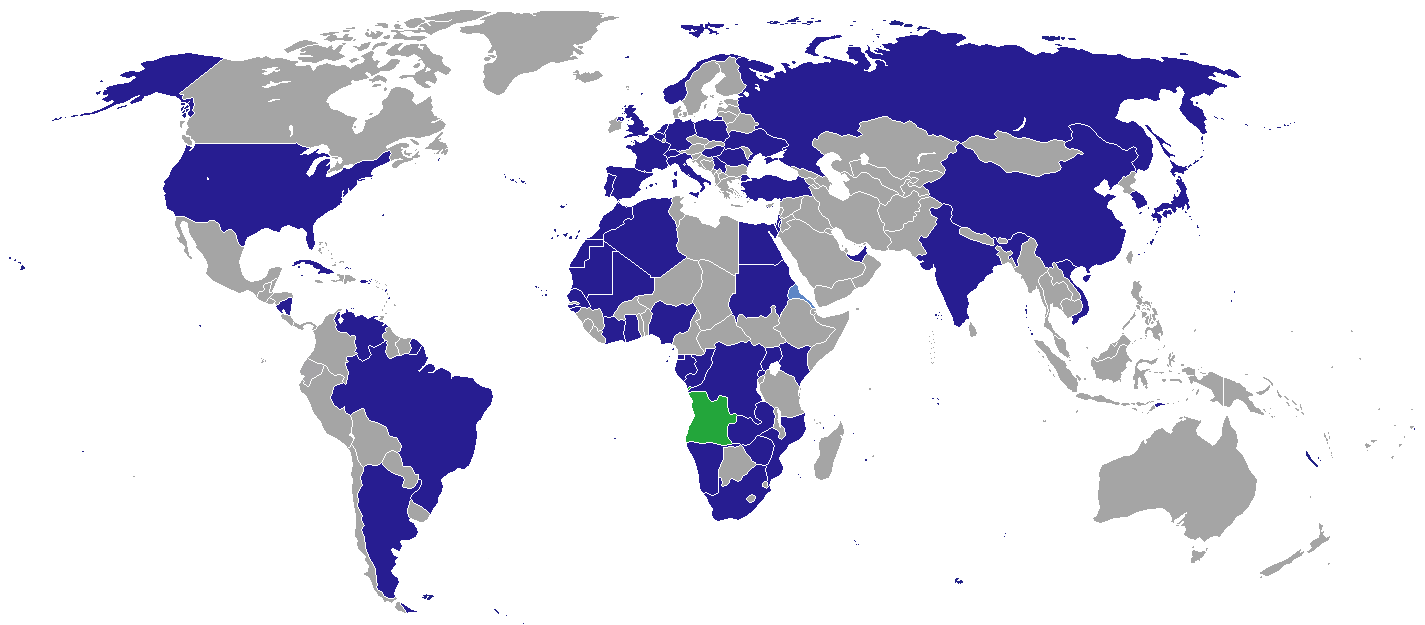
Carte des représentations diplomatiques en Angola

Ceci est une liste des représentations diplomatiques en Angola. Il y a actuellement 62 ambassades à Luanda, et de nombreux pays ont des consulats dans d'autres villes angolaises (sans compter les consulats honoraires).

## Ambassades à Luanda
| - Afrique du Sud - Algérie - Allemagne - Argentine - Belgique - Brésil - Cap-Vert - Chine - Corée du Nord - Corée du Sud - Côte d'Ivoire - Cuba - Égypte - Émirats arabes unis - Espagne - États-Unis - France - Gabon - Ghana - Guinée - Guinée-Bissau - Guinée équatoriale - Hongrie - Inde - Israël - Italie - Japon - Kenya - Mali - Maroc | - Mozambique - Namibie - Nigeria - Norvège - Ordre de Malte - Palestine - Pays-Bas - Pologne - Portugal - République du Congo - République arabe sahraouie démocratique - République démocratique du Congo - Roumanie - Royaume-Uni - Russie - Rwanda - Sao Tomé-et-Principe - Serbie - Soudan - Suède - Suisse - Timor oriental - Turquie - Ukraine - Uruguay - Vatican - Venezuela - Vietnam - Zambia - Zimbabwe |

## D'autres postes à Luanda
- Union européenne (Délégation)

## Consulats

### Consulat àLuanda
- Érythrée Consulat général

### Consulat àBenguela
- Cap-Vert Consulat
- Portugal Consulat général

### Consulat àCabinda
- République du Congo Consulat général

### Consulat àLuena
- République démocratique du Congo Consulat général
- Zambia Consulat général

### Consulat àMenongue
- Namibie Consulat général

### Consulat àOndjiva
- Namibie Consulat général

## Ambassades non résidentes
| - Australie (Pretoria) - Autriche (Harare) - Botswana (Windhoek) - Bulgarie (Pretoria) - Cameroun (Brazzaville) - Canada (Maputo) - Chili (Pretoria) - Chypre (Lisbonne) - Croatie (Lisbonne) - Danemark (Lusaka) - Eswatini (Maputo) - Finlande (Maputo) | - Grèce (Kinshasa) - Indonésie (Windhoek) - Irlande (Maputo) - Lesotho (Pretoria) - Malte (La Valette) - Mexique (Pretoria) - Paraguay (Pretoria) - Qatar (Pretoria) - République tchèque (Pretoria) - Slovaquie (Pretoria) - Tanzanie (Lusaka) - Trinité-et-Tobago (Pretoria) |

## Anciennes ambassades
- Bulgarie
- Équateur
- Libye
- Mexique